# Lathrup Village
Lathrup Village é uma cidade localizada no estado americano de Michigan, no Condado de Oakland.

## Demografia
Segundo o censo americano de 2000, a sua população era de 4236 habitantes.
Em 2006, foi estimada uma população de 4125, um decréscimo de 111 (-2.6%).

## Geografia
De acordo com o United States Census Bureau tem uma área de 3,9 km², dos quais 3,9 km² cobertos por terra e 0,0 km² cobertos por água.

## Localidades na vizinhança
O diagrama seguinte representa as localidades num raio de 8 km ao redor de Lathrup Village.